# Taluk (Natal)
Taluk is een bestuurslaag in het regentschap Mandailing Natal van de provincie Noord-Sumatra, Indonesië. Taluk telt 342 inwoners (volkstelling 2010).